# Maid café
En Maid café (メイド喫茶 / メイドカフェ Meido kissa / Meido kafe) er en form for cosplay restaurant, der først og fremmest findes i Japan. I caféen cosplayer personalet (dvs. er klædt ud) som tjenestepiger (engelsk: maids) og behandler kunderne som herrer (og fruer) i et privat hjem snarere end som almindelige kunder i en café. Den første permanente maid café, Cure Maid Café, blev etableret i bydelen Akihabara i Tokyo i marts 2001, og konceptet blev hurtigt populært. Følgelig er konkurrencen også øget, hvilket nogle steder har ført til usædvanlige måder at tiltrække kunder på. Konceptet har også fundet vej til andre lande som Kina, Sydkorea, Taiwan, Australien, Ungarn, Tjekkiet, Frankrig, Nederlandene, Mexico, Canada og USA.

## Kostumer og udseende
Kostumerne varierer fra café til café, men de fleste er baseret på det stereotype billede af en tjenestepige fra det 19. århundredes Frankrig og består ofte at en kjole, et underskørt, et forklæde, matchende hårtilbehør og strømper. Nogle gange har de ansatte også dyreører på for ekstra appeal.
Servitricerne i maid caféer vælges ofte på baggrund af deres udseende; de fleste er unge, attraktive og uskyldigt udseende kvinder.
Nogle maid caféer har også mænd, der er klædt som tjenestepiger. Modsat findes der så også caféer, hvor personalet er kvinder, der er klædt som butlere.

## Klientel
Maid caféer blev oprindelig designet primært for at appellere til fantasierne hos mandlige otakuer, fans af medier som anime, manga og videospil, hvor forestillingen om en tjenestepige netop er blevet populariseret og brugt som fetich. Vigtigt for at tiltrække otakuer til maid caféer er det japanske koncept moe, der generelt dækker over tiltrækning af figurer i anime, manga og videospil og mere specifikt af unge eller uskyldigt udseende kvindelige figurer. Personer med moe, her mere specifikt maid moe, tiltrækkes derfor af steder, hvor de kan interagere med virkelige udgaver (både fysisk og i opførsel) af de fiktive tjenestepiger, de fantaserer om.
Nu om stunder tiltrækker maid caféer dog ikke kun mandlige otakuer men også par, turister og kvinder.

## Menu
På de fleste maid caféer svarer menuen til det, man også vil finde på mere almindelige caféer. Kunderne kan bestille kaffe, andre drikkevarer og et bredt udvalg af mellemretter og desserter. Men i maid caféer vil servitricen desuden ofte dekorere det bestilte med et sødt design ved kundens bord. Desserter kan således dekoreres med sirup, mens den populære ret omurice (omelet med ris) typisk dekoreres med ketchup. Denne ydelse bidrager til billedet af servitricerne som uskyldige men forkælende tjenestepiger.

## Ritualer, etikette og ekstra ydelser
I mange maid caféer findes der en række ritualer og ekstra ydelser. Tjenestepiger byder kunder velkomne med "Velkommen hjem, herre (frue)" (お帰りなさいませ、ご主人様！ Okaerinasaimase, goshujinsama) og tilbyder dem menuer. Tjenestepiger vil også knæle ved bordet for at blande fløde og sukker i en kundes kaffe, og nogle caféer tilbyder endda, at tjenestepigerne mader kunderne med en ske. Maid caféer tilbyder desuden i stigende grad ekstra ydelser som ørerensning og massage af ben, arme og ryg (forudsat at kunden forbliver fuldt påklædt) for et ekstra beløb.Nogle steder kan kunder også betale for at spille kort eller videospil med tjenestepiger.
Kunderne forventes også at følge visse grundlæggende regler når de besøger en maid café. En maid café i Tokyo offentliggjorde i 2009 en liste med ti regler, som kunderne skal følge i en maid café. F.eks. må kunder ikke berøre en tjenestepiges krop, spørge om personlige kontaktinformationer eller i øvrigt invadere hendes privatliv med stalking. Det er heller ikke tilladt at fotografere tjenestepigerne eller interiøret i øvrigt, men her tilbyder enkelte andre maid caféer dog muligheden for at få et hånddekoreret billede af sig selv sammen med en tjenestepige mod betaling. Til de mere almindelige regler hører forbud mod medbragt mad, rygning og at genere personale, andre kunder og naboerne.